# Maskonur złotoczuby
Maskonur złotoczuby (Fratercula cirrhata) – gatunek średniej wielkości ptaka z rodziny alk (Alcidae). Występuje na wodach i wybrzeżach północnego Pacyfiku. Nie wyróżnia się podgatunków.

## Morfologia

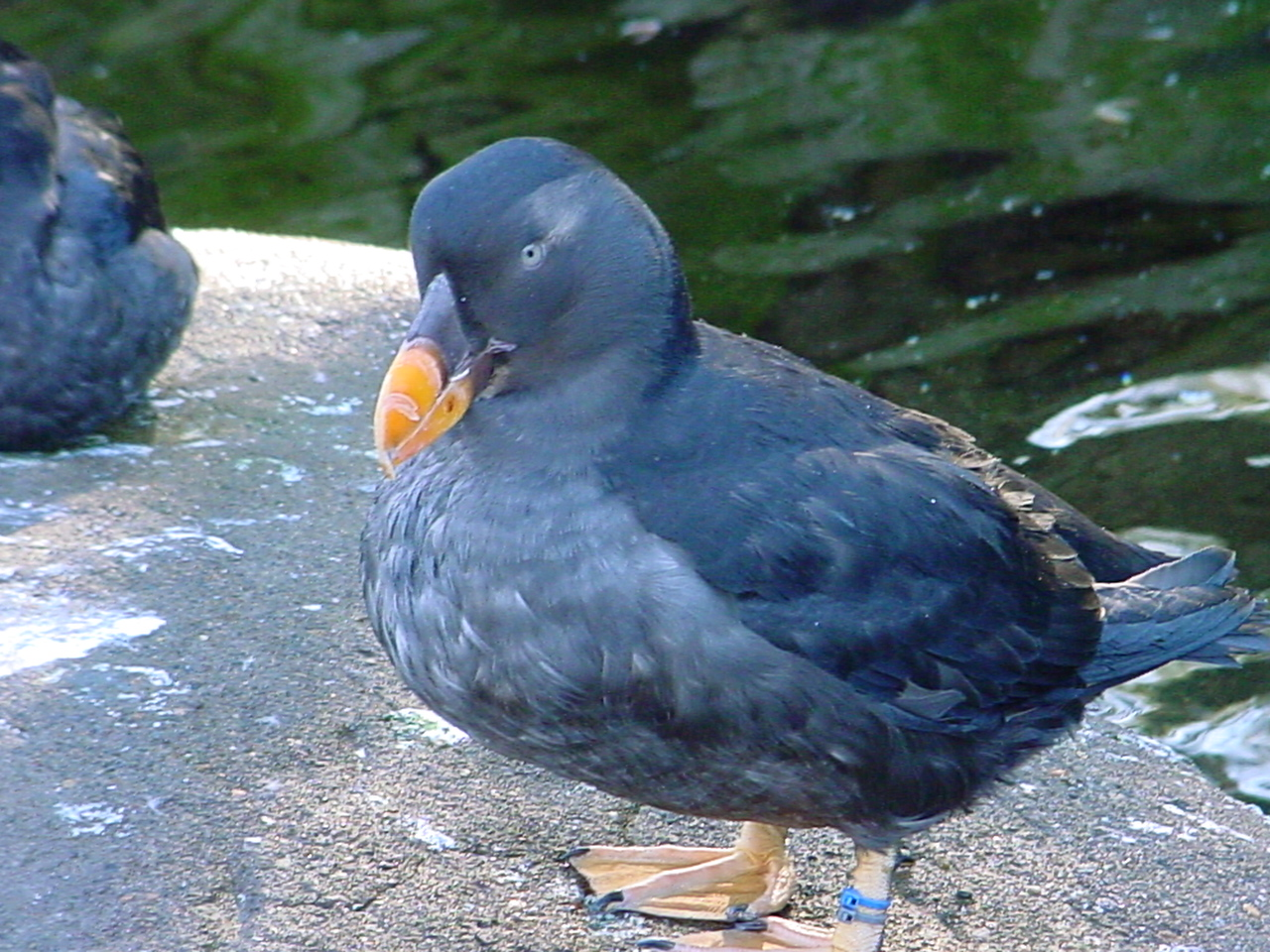
Osobnik dorosły w szacie spoczynkowej

Długość ciała 36–41 cm; masa ciała około 773 g; rozpiętość skrzydeł 64–66 cm.
Obie płcie są podobne, choć samice są nieco mniejsze od samców. Dziób duży, bocznie spłaszczony, zielonkawo-pomarańczowy. Maska biała, wokół oczu widoczne czerwone obrączki, na potylicy żółty, długi czubek. Reszta ciała oraz ciemię czarne, nogi pomarańczowe. Obie płci podobne. W zimie czubek zanika, ciało szare, maska ciemna, dziób pomarańczowy jedynie przy końcu. U osobników dorastających maska plamkowana, dziób żółty.

## Zasięg, środowisko
Gniazda zakłada na wyspach, w norach na szczytach klifów lub na stromych urwiskach. Zasięg lęgowy rozciąga się od północnej Japonii (Hokkaido) przez Sachalin, Wyspy Kurylskie, Morze Ochockie po północny Półwysep Czukocki, a w Ameryce Północnej od zachodniej Alaski na południe do Aleutów, na wschód przez Zatokę Alaska (w tym Archipelag Kodiak) po Kolumbię Brytyjską i dalej na południe po środkową Kalifornię. Zimuje na pełnym morzu i wzdłuż wybrzeży – od Kamczatki i południowej Alaski na południe poprzez obszary zajmowane w okresie lęgowym, czasem po południową Japonię i południową Kalifornię.

## Pożywienie
Żywi się małymi rybami, głowonogami i skorupiakami. Żeruje w morzu, w pogoni za ofiarami potrafi nurkować na głębokość 40–50 m. W swym dużym dziobie może utrzymać do 20 ryb naraz, niekiedy więcej.

## Status
IUCN uznaje maskonura złotoczubego za gatunek najmniejszej troski (LC, Least Concern) nieprzerwanie od 1988 roku. W 1996 roku liczebność światowej populacji szacowano na ponad 3,5 miliona osobników, czyli ponad 2,3 miliona osobników dorosłych. Organizacja Partners in Flight uznaje globalny trend liczebności populacji za stabilny.